# Marcellinus comes
Marcellinus Comes (6. század) író

## Élete
Életéről mindössze annyit tudunk, hogy I. Justinianus római császár egyik kegyeltje volt. Szent Jeromos krónikáját először 518-ig, aztán 534-ig folytatta.

## Magyar fordítás
- Marcellinus comes: Krónika. A Keletrómai Birodalom 379 és 548 közötti története. Fordította: Sólyom Márk. Hadiakadémia, 2024. ISBN 9786156602077